# Masayoshi Nagata

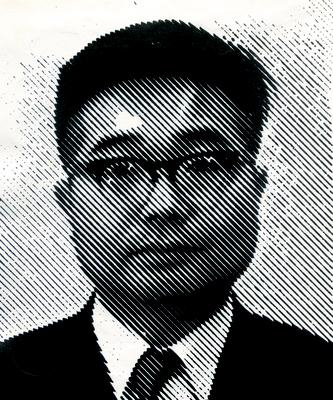
Masayoshi Nagata

Masayoshi Nagata em japonês:  永田 雅宜, Nagata Masayoshi; Aichi, 9 de fevereiro de 1927 – Quioto, 27 de agosto de 2008) foi um matemático japonês, conhecido por seu trabalho sobre álgebra comutativa e geometria algébrica . Foi professor da Universidade de Quioto.
Foi palestrante convidado do Congresso Internacional de Matemáticos em Edimburgo (1958 - On the fourteenth problem of Hilbert). Um de seus orientados na Universidade de Quioto foi Shigefumi Mori.

## Obras
- Local Rings, Interscience 1962
- Lectures on the fourteenth problem of Hilbert, Tata Institute of Fundamental Research Lectures on Mathematics 31, Bombay: Tata Institute of Fundamental Research, 1965